# El Pueyo de Jaca
El Pueyo de Jaca (arag. O Pueyo de Tena) – miejscowość w Hiszpanii, w Aragonii, w prowincji Huesca, w comarce Alto Gállego, w gminie Panticosa, 90 km od miasta Huesca.
Według danych INE z 1991 roku miejscowość zamieszkiwały 62 osoby. Wysokość bezwzględna miejscowości jest równa 1 091 metrów.